# Південенергомаш
Південенергомаш, ТОВ — ЗАТ «Завод Великих Електричних Машин» — м. Нова Каховка, у особі ТОВ «Південенергомаш» на початку XXI ст. є провідним підприємством як на території України, так і у країнах СНД по виробництву великих електричних машин. Освоєний випуск понад ста модифікацій синхронних, асинхронних, вибухозахищених електро-двигунів і генераторів потужністю від 160 до 4 500 кВт, які раніше не випускалися на території України.
Директор — Олександр Вікторович Скляренко.